# Temnothorax kaszabi
Temnothorax kaszabi (лат.) — вид мелких по размеру муравьёв рода Temnothorax  из подсемейства мирмицины (Formicidae). Название дано в честь венгерского энтомолога Зольтана Касаба (1915—1986), собравшего типовую серию.

## Распространение
Восточная Азия, Россия (Алтай, Дальний Восток, Забайкалье, Тува, Якутия), Монголия, КНДР.

## Описание
Мелкие красновато-коричневые муравьи (2—3 мм). Скапус усика короткий. Голова овально-удлинённая, метанотальное вдавление отсутствует, заднегрудь угловатая, с проподеальными шипиками. Грудь и голова сверху с редуцированной скульптурой. Усики 12-члениковые. Степи и луга. Гнёзда в почве. Впервые был описан в 1969 году под первоначальным названием Leptothorax kaszabi.